# Giorno del pi greco

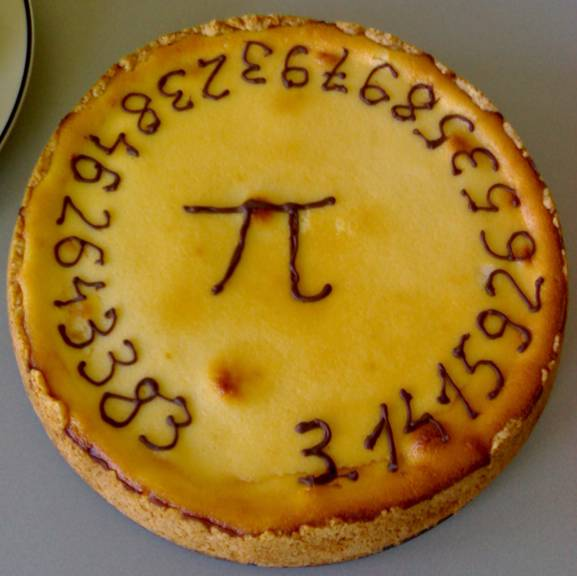
Torta con le prime cifre decimali del pi greco

Il giorno del pi greco (in inglese Pi day) è una ricorrenza dedicata alla costante matematica pi greco, festeggiata solitamente il 14 marzo.

## Origine e storia

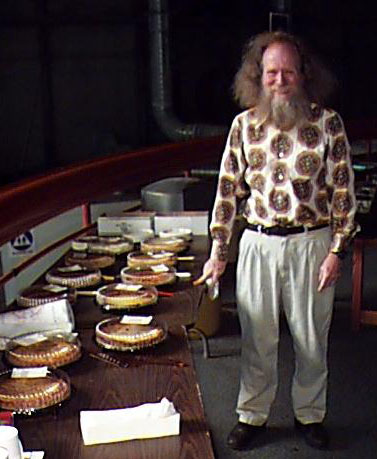
Larry Shaw, l'ideatore della festività, ritratto con alcune torte preparate per l'occasione

Il giorno dedicato al pi greco è il 14 marzo: la scelta è ispirata dal formato della data mese-giorno, in uso negli Stati Uniti, in base al quale si indica prima il mese (3) e poi il giorno (14), ottenendo così il numero "3,14", grafia che indica l'approssimazione ai centesimi di pi greco. Inoltre alcuni celebrano la ricorrenza dalle ore 15, in modo da adeguarsi all'approssimazione 3,1415.
La prima celebrazione del "Pi Day" si tenne nel 1988 all'Exploratorium di San Francisco, per iniziativa del fisico statunitense Larry Shaw, in seguito insignito del titolo di "Principe del pi greco". Il calendario della prima manifestazione prevedeva un corteo circolare attorno a uno degli edifici del museo e la vendita di torte alla frutta, decorate con le cifre decimali del pi greco (iniziativa dovuta al fatto che pi, in inglese, ha la stessa pronuncia di pie, una torta o crostata tipica dei paesi anglosassoni). Con gli anni, nei dipartimenti di matematica e in varie istituzioni nel mondo si coglie l'occasione per organizzare delle feste.
Nel 2009, con la Risoluzione H.RES.224, la Camera dei Rappresentanti degli Stati Uniti d’America riconosce il 14 marzo come giornata ufficiale per celebrare la nota costante matematica e si invitano i docenti a vivere il Pi Day come occasione per "incoraggiare i giovani verso lo studio della matematica". Nel 2017 anche l'Italia ha celebrato ufficialmente il giorno del pi greco.
Il 14 marzo 2018, in occasione dei 30 anni dell'istituzione della Giornata, Google ha reso omaggio alla giornata del pi greco con una versione artistica del proprio logo. Un'iniziativa simile ha avuto luogo anche nel 2010.

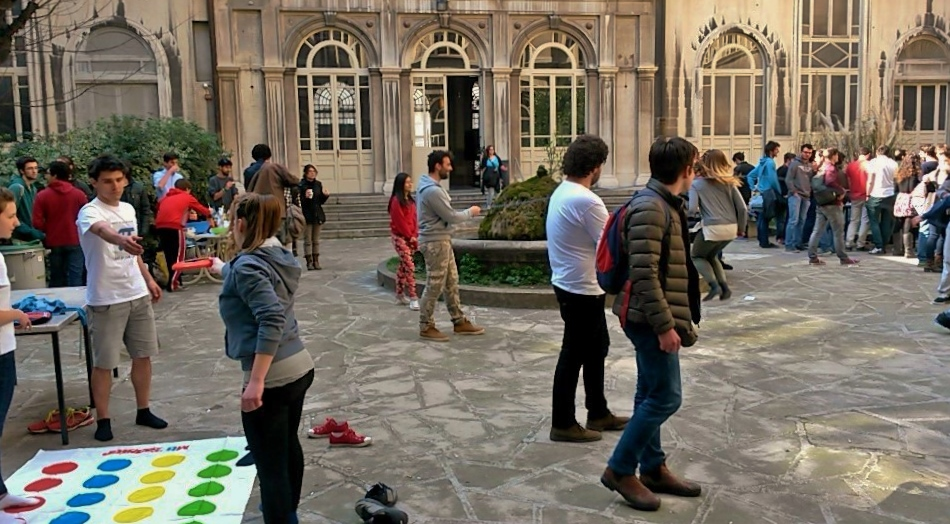
Studenti di matematica dell'Università Statale di Milano festeggiano il Pi Day del secolo nel 2015 (3.14.15)

## Giorno dell'approssimazione di pi greco
Il giorno dell'approssimazione di pi greco ricorre il 22 luglio: 22/7 è infatti un'approssimazione di π nota fin dai tempi di Archimede.

## Date alternative
Oltre al 14 marzo e al 22 luglio, altre date celebrate da alcuni in onore di pi greco sono le seguenti:
- 26 aprile (o 25 aprile negli anni bisestili): per tale data, partendo dal 1º gennaio, la Terra percorre un arco di circonferenza pari a 2 radianti, equivalente a 1⁄π volte l'orbita totale intorno al Sole. L'istante esatto in cui ciò accade è alle 04:23:41 del 26 aprile, 116º giorno dell'anno. Negli anni bisestili, l'istante esatto è alle 12:02:03 del 25 aprile, 116º giorno dell'anno.
- 10 novembre (9 novembre negli anni bisestili): 314º giorno dell'anno in base al calendario gregoriano.
- 21 dicembre (20 dicembre negli anni bisestili): 355º giorno dell'anno, all'1:13 pm, ovvero le 13:13, coincidente con il valore approssimato di 355/113 dovuto al matematico cinese Zu Chongzhi.